# Mark Morrison
Mark Morrison (født 3. maj 1972) er en engelsk R&B sanger fra. Han slog igennem med singlen "Return Of The Mack".
Singlen blev produceret af Cutfather & Joe og gæstes af danske DJ Knud på scratch.

## Diskografi
- Return of the mack (1996)
- The judgement (1997)